# 太田英基
太田 英基（おおた ひでき、1985年4月5日 - ）は、日本の起業家。株式会社スクールウィズ代表取締役CEO。

## プロフィール
中央大学商学部出身。大学2年時にビジネスプランコンテストで最優秀賞を獲得し、株式会社オーシャナイズを仲間と起業。広告事業「タダコピ」を手掛ける。
丸5年働いた後、会社を辞めて世界一周へ。「若者のグローバル志向の底上げ」を使命としたサムライバックパッカープロジェクトを立ち上げ、スポンサーやタイアップメディアを獲得。
フィリピンでの英語留学3か月間を経験した後、約2年間、50か国を旅しながら、現地のビジネスマンを中心とした様々な人たち1,000人以上と交流をする。その様子を宣伝会議、ビジネスメディア誌、東洋経済、AERA、マイナビなどに寄稿。2011年7月には旅中に東洋経済新報社から、『フィリピン「超」格安英語留学』を出版。帰国した2012年7月以降、各方面から講演依頼・執筆依頼をうける。2013年、留学の情報サイト「株式会社スクールウィズ」を軸に、株式会社スクールウィズ立ち上げ、代表取締役に就任。2021年1月より、社会人向け英語学習のピアラーニングサービス「Gariben」をリリース。
2022年7月より情報経営イノベーション専門職大学の客員教授に就任。

## 経歴
- 1985年 - 宮城県蔵王町に生まれる。
- 2005年 - 起業サポート型のビジネスプランコンテスト TRIGGERで最優秀賞＆オーディエンス賞を受賞。その時のアイディア「タダコピ」をもとに株式会社オーシャナイズを立ち上げる。
- 2009年 - 中央大学商学部卒業。
- 2010年 - フィリピン留学を経て世界一周。
- 2013年 - 株式会社スクールウィズを設立。代表取締役に就任。
- 2022年 - 情報経営イノベーション専門職大学の客員教授に就任。

## 著書
- 『フィリピン超格安英語留学』2011年7月28日、東洋経済新報社
- 『日本がヤバイではなく、世界がオモシロイから僕らは動く。』2013年4月24日、いろは出版
- 『僕らはまだ、世界を1ミリも知らない』2015年2月8日、幻冬舎文庫・いろは出版
- 『WORK MODELS』2016年3月4日、いろは出版

## 講演歴
- 2015年 - 観光庁「若旅★授業」へ登壇[3]
- 2016年 - TEDxTalks（Tokyo、Kobe）へ登壇[4]
- 2016年 - 「海外で働く」を夢で終わらせないためにへ登壇[5]
- 2017年 - TOKYO STARTUP GATEWAYメンター[6]
- 2018年 - 東北大学経済学部福嶋ゼミへ登壇[7]

など多数